# Langø, Kerteminde
Langø är en halvö på ön Fyn i Danmark.   Den ligger i Kerteminde kommun i Region Syddanmark,  120 km väster om  Köpenhamn. 